# Пантеон выдающихся азербайджанцев
Пантеон выдающихся азербайджанцев (груз. აზერბაიჯანელ მოღვაწეთა პანთეონი) — мемориальное кладбище в Тбилиси, на котором похоронены видные азербайджанские общественные деятели, такие как Мирза Фатали Ахундов, Мирза Шафи Вазех, Фатали Хан Хойский, Гасан-бек Агаев и другие. Расположен пантеон на территории Ботанического сада, на месте старого мусульманского кладбища.

## История
Кладбище было основано в XVII веке и называлось «Горхана», означающее в переводе с персидского «могильный дом». Когда восточная Грузия находилась в вассальной зависимости от Персии, в районе расположения кладбища селились сеиды, поэтому и район города стал называться Сейдабадом. На этом кладбище же хоронили всех мусульман, которые жили в Тифлисе.

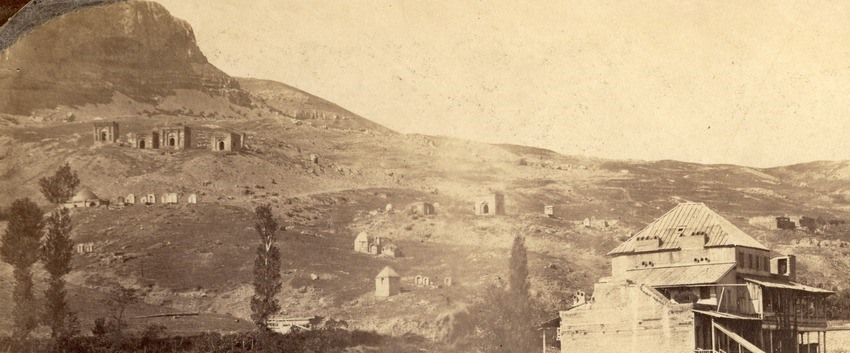
Вид на старое мусульманское кладбище Тифлиса. Фото Алексея Иваницкого (1858)

В XIX веке территория кладбища значительно расширилась. На кладбище помимо вышеуказанных лиц были также похоронены такие деятели культуры, науки и политики, как генерал Абдулла-ага Бакиханов, Мамед-Гасан Гаджинский, поэт и публицист Гамгюсар, актёр и режиссёр Ибрагим Исфаханлы, поэт Мехтикули-хан Вафа, дипломат Бехбуд Шахтахтинский, Иса Шахтахтинский, Адиля Шахтахтинская, писатель и публицист Эйнали Султанов, писатель и публицист Рзакули Наджафов, Гусейн Эфенди Гаибов, Назлы-ханум Мамедкулизаде, Гамзат-бек Гаибов, Музаффар Нариманов, Фарадж-бек Султанов, актёр Мирзали Аббасов, Аббас Курбанов, Энвер Худавердиев, Мустафа Велиев, Юсиф Гаджизаде, Гусейн Бахманов, Рзабала Рзаев, а также члены семьи Ахундова, его супруга Тубу-ханум, сын Адиль-бек и дочь Сейра-бегим, и брат и сестры его супруги, и супруга Вазеха. Имена многих из них высечены сегодня на памятнике у входа в пантеон.

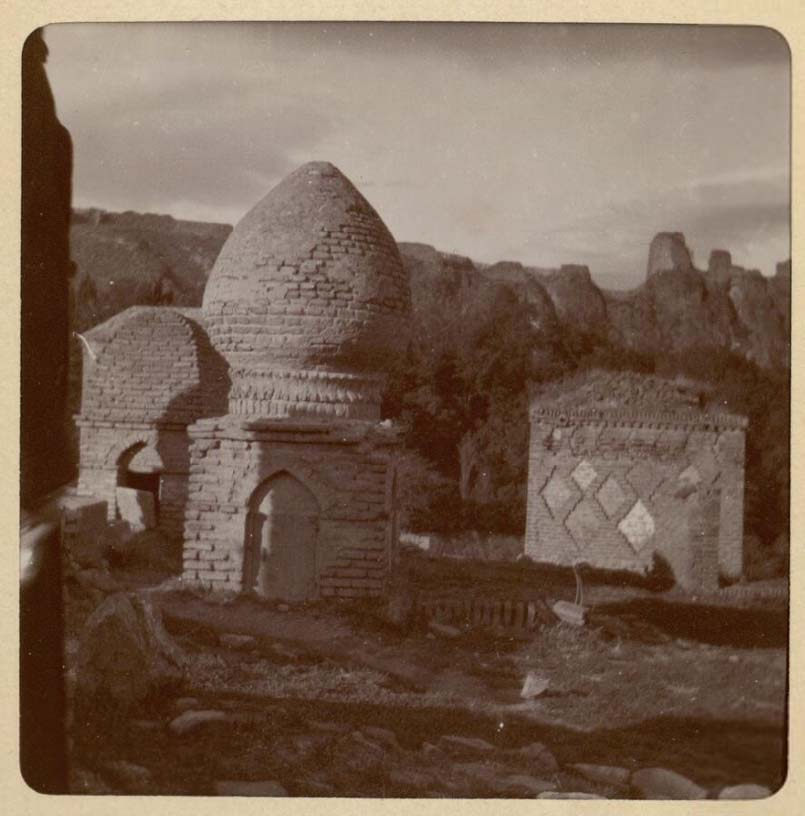
Тюрбе над могилой сеида на мусульманском кладбище Тифлиса. Фото Жозефа де Бая (1900)

В XX веке мусульманское кладбище было снесено. По словам литературоведа Вагифа Арзуманлы, посетившего кладбище в 1959 году, там находилось много могил азербайджанских деятелей, а также полуразрушенная могила Вазеха в форме тюрбе, а рядом с ней несколько детских надгробий. В 1964—1965 годах было дано объявление для родственников похороненных о переносе могил, поскольку на месте кладбища планировалось устроить Ботанический сад. Через долгие годы Арзуманлы вновь отправился в Тбилиси и с помощью грузинского исследователя Ивана Ениколопова ему удалось отыскать и сфотографировать около 100 могил, в числе которых были выявлены места расположения более 30 могил известных азербайджанцев. По воспоминаниям старожилов, на территории кладбища была расположена также небольшая мечеть, которая была взорвана в 1950-х годах. Сохранилось лишь несколько могил известных личностей, и данная территория стала частью Ботанического сада, получив название «Пантеон выдающихся азербайджанцев». Самой старой из сохранившихся могил является захоронение поэта и мыслителя, просветителя и педагога Мирзы Шафи Вазеха, скончавшегося в ноябре 1852 года.
В 1970 году во время прибытия в Тбилиси первого секретаря ЦК КП Азербайджана Гейдара Алиева была несколько благоустроена могила Ахундова на кладбище.
В марте 1996 года состоялось открытие надгробного памятника Фатали хана Хойского. На церемонии присутствовал уже президент Азербайджана Гейдар Алиев.
В начале 2012 года пантеон находился в заброшенном состоянии, но к концу года кладбище было реконструировано усилиями дипломатического представительства Азербайджана в Грузии.